# Eryılmaz, Patnos
Eryılmaz là một xã thuộc huyện Patnos, tỉnh Ağrı, Thổ Nhĩ Kỳ. Dân số thời điểm năm 2011 là 74 người.